# Dendropsophus juliani
Dendropsophus juliani es una especie de anfibios de la familia Hylidae.
Es endémica de Bolivia.
Sus hábitats naturales incluyen bosques tropicales o subtropicales secos y a baja altitud y marismas intermitentes de agua dulce.